# آریستونیموس
آریستونیموس آتنی (یونانی: Ἀριστώνυμος) یک فیلسوف اهل آتن بود که توسط افلاطون برای اصلاح قانون اساسی آرکادیا فرستاده شد. آریستونیموس پدر کلیتوفون بود.